# يوليا شميت
يوليا شميت (بالألمانية: Julia Schmidt)‏ هي رسامة ألمانية، ولدت في 1976 في Wolfen, Germany ‏ في ألمانيا.